# Söderberg & Haak Maskin
Söderberg & Haak Maskin AB, med säte i Staffanstorp,  är ett privatägt importföretag för maskiner till lantbruk, industri och maskinentreprenörer. Bolaget startade 1866 som en järn- och stålgrossist. Drygt 30 år senare bildades en speciell avdelning för maskinhandel, vilken är ursprunget till Söderberg & Haak Maskin AB.
Söderberg & Haaks organisation består av cirka 250 anställda på 20 orter i Sverige. Man har också samarbete med privata återförsäljare.
Söderberg & Haak marknadsför varumärken som Deutz-Fahr, Komatsu, Bomag, Krone, Amazone, Dal-Bo och Geringhoff.

## Historia
Företaget har sitt ursprung i stålgrossisten Söderberg & Haak AB, vilken grundades i Stockholm år 1866 av Per Olof (Pelle) Söderberg och Leonard Haak. Så småningom riktades grossistverksamheten även mot jordbruket och dess behov av maskiner och redskap. Från början såldes bara svensktillverkade jordbruksredskap men från 1920-talet började man importera redskap och traktorer från utlandet. Under årens lopp har många märken som till exempel Oliver och Austin passerat revy. 
Avdelningen inom Söderberg & Haak för bl.a. jordbruksmaskiner flyttade så småningom till Malmö när importen av maskiner gjorde det fördelaktigt med ett läge närmare kontinenten. Sedan 1968 återfinns företaget i skånska Staffanstorp.
På 1930-talet grundade bröderna Ragnar och Torsten Söderberg förvaltningsbolaget RATOS för att förvalta och samordna familjens alltmer olika verksamheter.
År 1977 ombildades lantbruksverksamheten till det fristående bolaget Söderberg & Haak Maskin AB, medan grossistverksamheten inom järn, stål m.m. handeln överfördes i det 1976 grundade företaget Tibnor.